# Dufourea tuolumne
Dufourea tuolumne är en biart som beskrevs av Richard Mitchell Bohart 1947. Dufourea tuolumne ingår i släktet solbin, och familjen vägbin. Inga underarter finns listade i Catalogue of Life.